# Orange Walk Town
Orange Walk Town je četvrti najveći grad srednjoameričke države Belize. Glavni je grad okruga Orange Walk a nalazi se na lijevoj obali Nove rijeke te 85 km sjeverno od Belize Cityja i 30 km južno od Corozal Towna.

## Povijest
Tijekom civilizacije Maya, ovo područje je bilo poznato pod imenom Holpatin. Na tom području nalazi se najveći hram Maya iz njihovog postklasičnog razdoblja dok su ovdašnje Maye došle su u kontakt s Europljanima tijekom 1530-ih.
Do naglog rasta stanovništva dolazi 1848. godine kada ovdje dolaze Maye i Mestici iz Meksika tijekom borbi protiv španjolskih konkvistadora na poluotoku Yucatán. Međutim, pleme Icaiche koje je bilo nastanjeno u džunglama Yucatána je pod vodstvom Marcosa Canula najprije napalo Corozal Town (1870.) a nakon toga i Orange Walk Town (1872.).
Sami Mestici su svojim dolaskom donijeli u Belize šećernu trsku koja je u nadolazećim godinama postala vodeća industrija belizeanskog gospodarstva. Proizvodnja šećera je i danas temelj ove regije tako da sam grad ima nadimak Sugar City (hrv. Šećerni grad) dok je lokalna šećerana Tower Hill Sugar Factory glavni prerađivač šećera u zemlji.
Značajnu ulogu u gospodarstvu Orange Walk Towna ima i uzgoj drugih kultura kao i turizam.

## Populacija
Na području okruga Orange Walk žive mestici, kreoli, menoniti, Kinezi, Tajvanci, Indijci te ostali narodi iz srednje Amerike.
Prema popisu stanovništva iz 2010. godine, Orange Walk Town je imao 13.400 stanovnika. Grad je imao 3.361 kućanstvo odnosno četiri stanovnika po kućanstvu.

## Zanimljivosti
John McAfee, osnivač poznate kompanije za proizvodnju antivirusnog i optimizacijskog softvera McAfee, u Orange Walk Townu ima vlastitu kuću. Ondje mu je 30. travnja 2012. upala posebna policijska jedinica za borbu protiv bandi te ga uhitila zbog pod optužbama za posjedovanje oružja i nelicenciranu proizvodnju lijekova. Kasnije je pušten bez podizanja optužnice.

## Vanjske poveznice
- Službene web stranice grada